# Сукцинат лития
Сукцинат лития — литиевая соль янтарной кислоты. Используется при лечении себорейного дерматита. Предлагалась в качестве средства борьбы с остроконечными кондиломами и генитальным герпесом.